# Temporada 1947-48 de los Boston Celtics
La Temporada 1947-48 fue la segunda de los Boston Celtics en la BAA. La temporada regular acabó con 20 victorias y 28 derrotas, clasificándose para los playoffs, en los que fueron eliminados en cuartos de final por los Chicago Stags.

## Temporada regular
| # | División Este           | División Este | División Este | División Este | División Este |
| # | Equipo                  | G             | P             | %             | PD            |
| - | ----------------------- | ------------- | ------------- | ------------- | ------------- |
| 1 | x-Philadelphia Warriors | 27            | 21            | .563          | –             |
| 2 | x-New York Knicks       | 26            | 22            | .542          | 1             |
| 3 | x-Boston Celtics        | 20            | 28            | .417          | 7             |
| 4 | Providence Steamrollers | 6             | 42            | .125          | 21            |

## Playoffs

### Cuartos de final
Chicago Stags - Boston Celtics
| Fecha       | Partido                             | Ciudad |
| ----------- | ----------------------------------- | ------ |
| 28 de marzo | Chicago Stags 79, Boston Celtics 72 | Boston |
| 31 de marzo | Chicago Stags 77, Boston Celtics 82 | Boston |
| 2 de abril  | Chicago Stags 81, Boston Celtics 74 | Boston |
|             | Chicago gana las series 2-1         |        |

## Estadísticas
| Rk | Jugador         | Edad | P  | PT | MP | TC  | TCI  | %TC  | 3P | 3PI | %3P | TL  | TLI | %TL  | RO | RD | RT | AS  | RB | TAP | BP | FP  | PTS  |
| -- | --------------- | ---- | -- | -- | -- | --- | ---- | ---- | -- | --- | --- | --- | --- | ---- | -- | -- | -- | --- | -- | --- | -- | --- | ---- |
| 1  | Ed Sadowski     | 30   | 47 |    |    | 6.6 | 20.3 | .323 |    |     |     | 6.3 | 9.0 | .697 |    |    |    | 1.6 |    |     |    | 3.9 | 19.4 |
| 2  | Mel Riebe       | 31   | 48 |    |    | 4.2 | 13.6 | .309 |    |     |     | 1.8 | 2.9 | .620 |    |    |    | 0.9 |    |     |    | 2.9 | 10.2 |
| 3  | Mike Bloom      | 33   | 14 |    |    | 3.3 | 12.1 | .272 |    |     |     | 2.6 | 4.1 | .649 |    |    |    | 1.0 |    |     |    | 2.6 | 9.2  |
| 4  | Connie Simmons  | 22   | 32 |    |    | 3.4 | 11.4 | .295 |    |     |     | 1.0 | 1.7 | .593 |    |    |    | 0.5 |    |     |    | 2.6 | 7.8  |
| 5  | Saul Mariaschin | 23   | 43 |    |    | 2.9 | 10.8 | .270 |    |     |     | 1.9 | 2.7 | .709 |    |    |    | 1.4 |    |     |    | 2.8 | 7.7  |
| 6  | Bulbs Ehlers    | 24   | 40 |    |    | 2.6 | 10.4 | .249 |    |     |     | 2.0 | 3.6 | .542 |    |    |    | 1.1 |    |     |    | 2.3 | 7.2  |
| 7  | Jack Garfinkel  | 29   | 43 |    |    | 2.7 | 8.8  | .300 |    |     |     | 0.8 | 1.1 | .761 |    |    |    | 1.4 |    |     |    | 1.8 | 6.1  |
| 8  | Art Spector     | 27   | 48 |    |    | 1.4 | 5.1  | .276 |    |     |     | 1.3 | 1.9 | .652 |    |    |    | 0.4 |    |     |    | 2.2 | 4.0  |
| 9  | Stan Noszka     | 27   | 22 |    |    | 1.2 | 4.4  | .278 |    |     |     | 1.1 | 1.6 | .686 |    |    |    | 0.2 |    |     |    | 2.4 | 3.5  |
| 10 | George Munroe   | 26   | 21 |    |    | 1.3 | 4.3  | .297 |    |     |     | 0.8 | 1.2 | .654 |    |    |    | 0.1 |    |     |    | 1.0 | 3.4  |
| 11 | Gene Stump      | 24   | 43 |    |    | 1.4 | 5.7  | .239 |    |     |     | 0.6 | 0.9 | .632 |    |    |    | 0.4 |    |     |    | 1.5 | 3.3  |
| 12 | Chuck Connors   | 26   | 4  |    |    | 1.3 | 3.3  | .385 |    |     |     | 0.5 | 0.8 | .667 |    |    |    | 0.3 |    |     |    | 1.3 | 3.0  |
| 13 | Cecil Hankins   | 26   | 25 |    |    | 0.9 | 4.6  | .198 |    |     |     | 1.0 | 1.4 | .686 |    |    |    | 0.3 |    |     |    | 1.1 | 2.8  |
| 14 | Jack Hewson     | 23   | 24 |    |    | 0.9 | 3.7  | .247 |    |     |     | 0.9 | 1.3 | .700 |    |    |    | 0.0 |    |     |    | 0.4 | 2.7  |
| 15 | Charlie Hoefer  | 30   | 7  |    |    | 0.4 | 2.7  | .158 |    |     |     | 0.6 | 1.1 | .500 |    |    |    | 0.4 |    |     |    | 2.4 | 1.4  |
| 16 | John Janisch    | 27   | 3  |    |    | 0.3 | 2.3  | .143 |    |     |     | 0.3 | 0.7 | .500 |    |    |    | 0.0 |    |     |    | 1.0 | 1.0  |